# Герб Кабардино-Балкарії

Герб Кабардино-Балкарії

Герб Кабардино-Балкарської Республіки є державним символом Республіки Кабардино-Балкарія. Прийнятий Парламентом Республіки 21 липня 1994 року. У Державному геральдичному реєстрі Російської Федерації розташований під № 147. 

## Опис
Герб Кабардино-Балкарської Республіки являє собою зображення золотого (жовтого) орла в червленому (червоному) полі щита; око орла — лазурове (синє, блакитне). На грудях орла — малий пересічений щит, угорі — зображення срібної (білої) гори — дві вершини в лазуровому (синьому, блакитному) полі, унизу — золотий (жовтий) трилисник з довгастими листками в зеленому полі.